# Hemiceras flavescens
Hemiceras flavescens är en fjärilsart som beskrevs av William Schaus 1906. Hemiceras flavescens ingår i släktet Hemiceras och familjen tandspinnare. Inga underarter finns listade i Catalogue of Life.